# Đấu kiếm tại Đại hội Thể thao Đông Nam Á 2007

Đấu kiếm tại Đại hội Thể thao Đông Nam Á năm 2007 diễn ra tại National Synchrotron Research Centre, Đại học Công nghệ Suranaree, Nakhon Ratchasima, Thái Lan, trong khuôn khổ SEA Games lần thứ 24 từ ngày 8 đến 11 tháng 12 năm 2007. Có tổng cộng 12 nội dung thi đấu theo cá nhân và đồng đội cho nam và nữ với 3 loại kiếm chính là kiếm ba cạnh (épée), kiếm liễu (foil), và kiếm chém (sabre). Đoàn chủ nhà Thái Lan thống trị môn đấu kiếm với 5 huy chương vàng.

## Xếp hạng theo quốc gia
| Hạng | Đoàn        | Vàng | Bạc | Đồng | Tổng |
| ---- | ----------- | ---- | --- | ---- | ---- |
| 1    | Thái Lan    | 5    | 1   | 3    | 9    |
| 2    | Philippines | 3    | 6   | 6    | 15   |
| 3    | Việt Nam    | 3    | 1   | 3    | 7    |
| 4    | Singapore   | 1    | 2   | 5    | 8    |
| 5    | Indonesia   | 0    | 2   | 4    | 6    |
| 6    | Malaysia    | 0    | 0   | 2    | 2    |
| 7    | Brunei      | 0    | 0   | 1    | 1    |
| Tổng | Tổng        | 12   | 12  | 24   | 48   |

## Bảng huy chương
| Nội dung                  | Vàng                                                                                       | Bạc                                                                                      | Đồng | Đồng                                                                                    |          |
| ------------------------- | ------------------------------------------------------------------------------------------ | ---------------------------------------------------------------------------------------- | --- | --------------------------------------------------------------------------------------- | -------- |
| Kiếm liễu đơn nam         | Segui Emerson                                                                              | Panchan Nontapat                                                                         | Canlas Jr.Rolando                                                                                             | Mohd Arsad Zairul Zaimi                                                                 | chi tiết |
| Kiếm liễu đồng đội nam    | Thái Lan Horpechakit Parinya Panchan Nontapat Srisawat Phatthanapong Sritang-Orn Suppakorn | Philippines Atienza Mark Denver Canlas Jr. Rolando Endriano Ramil Segui Emerson          | Indonesia Heri Dadan Ibnu Ismail Jan Gunarto Ricky Hafidz Samuel Hardianus                                    | Singapore Chua Wee Hong Eugene Sng Chong Guo Eddie Tsang Chi Yin Anthony Wu Jie         | chi tiết |
| Kiếm chém đơn nam         | Kothny Wiradech                                                                            | Mendoza Walbert                                                                          | Muthiah Mark Dhinesh                                                                                          | Velez Edmon                                                                             | chi tiết |
| Kiếm chém đồng đội nam    | Thái Lan Ket-Iam Ekkathet Kothny Wiradech Thepmalaphansiri Phattana Tratwong Kittikhun     | Philippines Daliva Edward Mendoza Walbert Nocom Gian Carlo Velez Edmon                   | Brunei Hj Abdul Hamid Mohd Yunus Hj Kassim Huzaimi Mohd Roalee Khairul Quddus Pg. Hj Azahari Ak.Md Shah Al M. | Việt Nam Dương Văn Cường Nguyễn Văn Quế Nguyễn Lê Bá Quang Trần Văn Anh                 | chi tiết |
| Kiếm ba cạnh đơn nam      | Đỗ Hữu Cường                                                                               | Lim Wei Wen                                                                              | Lin Qinghui                                                                                                   | Manuhutu Agustinus Pieter                                                               | chi tiết |
| Kiếm ba cạnh đồng đội nam | Philippines Bernal Armando Victorino Jr. Avelino Vizcayno Almario Vizcayno Jr. Wilfredo    | Việt Nam Đỗ Hữu Cường Nguyễn Tiến Nhật Nguyễn Văn Định Phạm Quốc Vương                   | Malaysia Koh I Jie Mohamed Yusoff Azroul Fazly Mohd Yunos Amir Ramachandran Ruberchandran                     | Singapore Fang Kuo Wei Nicholas Leong Kok Seng Lim Wei Wen Lin Qinghui                  | chi tiết |
| Kiếm liễu đơn nữ          | Chantasuvannasin Nunta                                                                     | Paulany Ratu Fabiola Tirza                                                               | Mancenido Michelle                                                                                            | Nuestro Veena Tessa                                                                     | chi tiết |
| Kiếm liễu đồng đội nữ     | Singapore Ng Yi Lin Ruth Ser Xue Ling Serene Tay Yu Ling Wang Wenying                      | Philippines Howell Mia Allyson Mancenido Michelle Nuestro Veena Tessa Remolacio Ma Dinah | Indonesia Lelemboto Meylani Anita Mariana Nova Paulany Ratu Fabiola Tirza Rihandini Verdiana                  | Thái Lan Buravatdeacha Tipsuda Chantasuvannasin Nunta Pooriyapan Nanthip Srisawat Darin | chi tiết |
| Kiếm chém đơn nữ          | Nguyễn Thị Lệ Dung                                                                         | Lim Yean Hong Nona                                                                       | Franquelli Joanna                                                                                             | Starrat Sirawalai                                                                       | chi tiết |
| Kiếm chém đồng đội nữ     | Việt Nam Nguyễn Thị Lệ Dung Nguyễn Thị Thanh Loan Nguyễn Thị Thủy Chung Trịnh Thị Lý       | Philippines Alfonso Mary Rose Franquelli Joanna Mendoza Ma Wendelyn Otadoy Lenita        | Singapore Khoo Yi Min Liesl Lee Huimin Ann Lee Yi Chen Lewina Lim Yean Hong Nona                              | Thái Lan Chuansin Alisa Dankamon Uraiporn Samaboot Supanna Starrat Sirawalai            | chi tiết |
| Kiếm ba cạnh đơn nữ       | Bruzola Michelle                                                                           | Orendain Harlene                                                                         | Sir Idar Isnawaty                                                                                             | Trần Thị Len                                                                            | chi tiết |
| Kiếm ba cạnh đồng đội nữ  | Thái Lan Binsolam Janjila Choochokkul Siritida Samat Potchanee Sivarawut Thatsaneephan     | Indonesia Amahoru Nurul Musfira Handayani Enni Rahmayati Dian Sir Idar Isnawaty          | Philippines Bruzola Michelle Galvez Ma Del Carmen Kong Mary Catherine Orendain Harlene                        | Việt Nam Hạ Thị Sen Nguyễn Thanh Vân Nguyễn Thị Toan Trần Thị Lén                       | chi tiết |

Ghi chú: kiếm liễu (foil); kiếm chém (sabre) và kiếm 3 cạnh (épée)